# Renealmia guianensis
Renealmia guianensis är en enhjärtbladig växtart som beskrevs av Paulus Johannes Maria Maas. Renealmia guianensis ingår i släktet Renealmia och familjen Zingiberaceae. Inga underarter finns listade i Catalogue of Life.